# Antoni Jonch i Cuspinera
Antoni Jonch i Cuspinera (Granollers, provincia de Barcelona, España, 1916 - 1992) fue un zoólogo y farmacéutico español. Fue profesor de biología y de química, Presidente de la Agrupación Excursionista de Granollers de 1944 a 1957 y dirigió el Museo de Granollers de 1947 a 1955, cargo que dejó para ejercer de Director del Zoológico de Barcelona de 1955 hasta 1985. Fue responsable de su ampliación y modernización y creó el Centro de Biología Animal Aplicada y Primatología.
De 1958 a 1986 fue Secretario General de la Unión Iberoamericana de Parques Zoológicos y de 1961 a 1986 Miembro de la Unión Internacional de Parques Zoológicos. En 1952 fundó el Centro de Estudios de Granollers, del que también fue director (1952-55). Ese mismo año fue nombrado Miembro del Patronato de la Montaña del Montseny. En 1987 fue redactor del primer proyecto de Deltarium.
Publicó 180 libros, opúsculos y artículos. En 1985 recibió la Cruz de San Jorge de la Generalidad de Cataluña, y ha sido Miembro de la Academia de Farmacia de Cataluña. 

## Honores

### Eponimia
Se le dedicó el nombre de un nuevo parásito del gorila: Brodenia jonchi.

## Obra
- El Montseny Parque Natural (1953)
- La Vida Maravillosa de los Animales (1961)
- El Mundo Viviente (1967)
- El Montseny y sus Cuatro Estaciones (1980)
- El Zoo de Barcelona, Educación y Centro Recreativo (1982)
- Memorias del Zoo. Entre la Anécdota y la Historia conviven Hombres y Animales (1995)